# Никитин, Иван Никитич
Ива́н Ники́тич Ники́тин (около 1680, Москва —  1741, Тобольск) — русский живописец, придворный художник первого российского императора Петра Великого; один из основоположников русской школы светской живописи, в частности — традиции портретного жанра петровского барокко.

## Биография
Иван Никитин родился в 1680-е годы в Москве, сын священника Никиты Никитина, служившего в Измайлове, брат священника Иродиона Никитина, позднее протопопа Архангельского собора в Кремле, и живописца Романа Никитина.
Учился в Москве, по всей видимости, при Оружейной палате, возможно, под руководством голландца Шхонебека в гравировальной мастерской.
В 1711 году Иван Никитич Никитин переведён в Петербург, учился у Иоганна Таннауэра, немецкого художника, который одним из первых принял приглашение Петра Первого переехать в Санкт-Петербург, учить перспективной живописи русских художников. Быстро завоевывает авторитет при дворе.
В 1716—1720 годах на государственную пенсию, вместе со своим братом Романом отправлен (в числе двадцати человек) учиться в Италии, в Венеции и Флоренции. Обучался у таких мастеров, как Томмазо Реди. После возвращения стал придворным художником. Так, Никитину принадлежит портрет умирающего Петра Первого.
В 1732 году И. Н. Никитин вместе с братом Романом был арестован по делу о распространении пасквилей на архиепископа Феофана Прокоповича. После пяти лет предварительного заключения в Петропавловской крепости был бит плетьми и сослан в Тобольск пожизненно.
В 1741 году, после смерти Анны Иоанновны, Иван Никитич Никитин получил разрешение вернуться в Москву. Выехал в 1741 году и скончался по дороге.

## Творчество
Имеется всего три подписанных работы Никитина, вместе с теми, что ему приписываются, всего около десяти. Ранние работы ещё содержат следы парсуны, бывшей единственным стилем портрета в России в XVII веке. Никитин является одним из первых (часто называется первым) русских художников, отошедших от традиционного иконописного стиля русской живописи и начавших писать картины с перспективой, так, как в то время писали в Европе. Тем самым он является основателем традиции русской светской живописи, продолжающейся до настоящего времени.
Все произведения, где авторство Никитина несомненно, являются портретами.

### Достоверные работы
- Портрет царевны Прасковьи Иоанновны. 1714. Х., м. 88 × 67,5 см. Русский музей, Санкт-Петербург[3];
- Портрет царевны Натальи Алексеевны. 1716. Х., м. 102 × 71 см. Третьяковская галерея, Москва[4];
  - Портрет царевны Натальи Алексеевны (авторское повторение; по другим атрибуциям — копия второй половины XVIII века). Х., м.. 83 × 66 см. Русский музей, Санкт-Петербург[5];
- Портрет канцлера Г. И. Головкина. 1720-е годы. Х., м. 90,9 × 73,4 см. Третьяковская галерея, Москва[6];
- Портрет барона С. Г. Строганова. 1726. Х., м. 87 × 65,5 см (овал, вписанный в прямоугольник). Русский музей, Санкт-Петербург[7];
- Портрет царевны Анны Петровны. Около 1716. Х., м. 65 × 53 (овал). Третьяковская галерея, Москва[8];
- Портрет царевны Елизаветы Петровны ребенком. Около 1712—1713. Х., м. 52 × 43 см. Эрмитаж, Санкт-Петербург[9]
- Петр I на смертном ложе. 1725. Х., м. 82 × 60,5 см. Русский музей, Санкт-Петербург[10][11];
- Портрет великой княжны Натальи Алексеевны. 1728. Х., м. 58 × 46,5 см. Эрмитаж, Санкт-Петербург[12];
- Портрет молодого человека в зеленом кафтане. Не позднее 1732. Х., м. 84,5 × 67,5. Русский музей, Санкт-Петербург[13][14].

### Несохранившиеся работы
- Портрет казака в красном кафтане. 1715. Находилась в Большом Гатчинском дворце; с 1925 года — в Харьковском художественном музее, пропала во время Великой Отечественной войны.

### Приписываемые работы
- Портрет Петра I. Около 1722—1724. Х., м.. 55 × 55 см (круг). Русский музей, Санкт-Петербург[15];
- Портрет ребенка (неоконченная). Начало 1730-х годов. Х., м.. 41 × 35 см (овал). Русский музей, Санкт-Петербург[16];
- Портрет цесаревны Елизаветы Петровны (неоконченная). 1720-е годы. Х., м.. 56,5 × 50 см (овал). Русский музей, Санкт-Петербург[17];
- Петр I на смертном одре. 1725. Х., м.. 78 × 65,5 см. Эрмитаж, Санкт-Петербург[18];
- Портрет напольного гетмана. 1720-е годы. Х., м. 76 × 60 см. Русский музей, Санкт-Петербург[19].